# Mariusz Szczygieł
Mariusz Adam Szczygieł (Złotoryja, 5 de septiembre de 1966) es un escritor y periodista polaco, galardonado con el Premio Literario Nike en 2019.

## Trayectoria
Desde 1989, ha trabajado en la Gazeta Wyborcza.
Se graduó en periodismo y ciencias políticas en la Universidad de Varsovia en el año 2000.

## Obras
- Niedziela, która zdarzyła się w środę, 1996
- Na każdy temat – talk show do czytania, 1997
- Gottland, 2008
- 20 lat nowej Polski w reportażach według Mariusza Szczygła, 2009
- Kaprysik. Damskie historie, 2010
- Zrób sobie raj, 2010